# Michel Lascombe
 (mai 2016).
Si vous disposez d'ouvrages ou d'articles de référence ou si vous connaissez des sites web de qualité traitant du thème abordé ici, merci de compléter l'article en donnant les références utiles à sa vérifiabilité et en les liant à la section « Notes et références ».
Michel Lascombe est un professeur agrégé de droit public et juriste français né le 11 septembre 1952.

## Biographie
Diplômé de l'Institut d'études politiques de Strasbourg en 1978, docteur en droit, il est professeur agrégé de droit public.
Michel Lascombe a soutenu sa thèse d'État sur les ordres professionnels à l'Université de Strasbourg en octobre 1987, et a reçu le Prix de thèse des universités d'Alsace[réf. nécessaire].
Spécialiste de droit constitutionnel interne, de finances publiques et de droit professionnel et de déontologie, il a enseigné à l'Institut d'études politiques de Strasbourg.
Il a aussi enseigné à l'Université Lille 2 et à la Faculté de Droit de l'université de Valenciennes dont il a été le doyen. Il a dirigé l'École doctorale des sciences juridiques, politiques, économiques et de gestion, de l'Université Lille 2.
Chercheur dans l’équipe de recherche en droit Public du Centre « droits et perspectives du droit » (Univ. Lille, EA no 4487, CRDP/ERDP), il a enseigné à l'Institut d'études politiques de Lille jusqu'en 2018. Il préside la Section de droit public financier de la Société de législation comparée.